# Cultura de Montenegro
A cultura de Montenegro é tão pluralista e diversificada quanto a sua história e posição geográfica. Possui raízes e influências da Grécia Antiga, Roma Antiga, Cristianismo, Islã, Império Bizantino, Império Búlgaro, Império Sérvio, Império Otomano, República de Veneza, Áustria-Hungria, Reino da Itália e Iugoslávia.

## Língua oficial
A língua oficial é a montenegrina com aproximadamente 22% de falantes e a língua sérvia tem 64% dos falantes. Outras línguas incluem a bósnia, albanesa. O montenegrim é mutuamente inteligível com a língua sérvia, bósnia e outros dialetos da região dos balcãs mas por razões políticas são considerados idiomas diferentes.

## Literatura
A literatura montenegra é semelhante a sérvia, sendo difícil fazer uma distinção clara. O primeiro trabalho reconhecidamente montenegro é a crônica do padre Duklja (século XII) e outras obras importantes incluem o poema Gorski vijenac (1857) (tradução livre:"A grinalda da Montanha") escrito por Petar II Petrović-Njegoš. Outros autores importantes incluem Mihailo Lalić, Ćamil Sijarić e Aleksandar Bečanović. Artistas como Mario Maskareli e Gojko Berkuljan se destacam na pintura por terem mantido as tradições locais durante o período de influência comunista assim escultor Risto Stijović que manteve suas origens. 

## Culinária
A culinária local é influenciada pelas culturas italiana, húngara e turco-otomana. 
Os principais feriados são o dia do trabalho (1º de maio), dia da vitória (9 de Maio, celebrando o final da Segunda Guerra Mundial), Independência (21 e 22 de maio), celebrando a soberania e o dia Nacional (13 de julho) celebrando a assinatura do Tratado de Berlim (1878) que reconhece a independência do país.